# Sultanati del Deccan

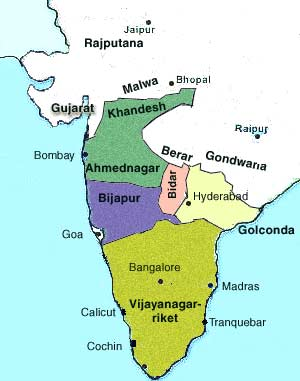
I Sultanati del Deccan.

I Sultanati del Deccan furono cinque regni musulmani medievali: Bijapur, Golconda, Ahmednagar, Bidar, Berar localizzati nell'India centro-meridionale. Tali sultanati si trovavano nell'altopiano del Deccan, tra il fiume Krishna e i Monti Vindhya. 
Divennero Stati indipendenti all'epoca della caduta del Sultanato di Bahmani: Bijapur, Ahmednagar e Berar nel 1490, Bidar nel 1492, e Golconda nel 1512. Nel 1510 Bijapur respinse l'invasione da parte dei Portoghesi contro la città di Goa, che venne però persa successivamente nello stesso anno. 
Anche se generalmente rivali, furono alleati contro l'Impero Vijayanagara nel 1565. Tale impero venne fortemente indebolito nella Battaglia di Talikota. Nel 1574, dopo un colpo di Stato in Berar, Ahmednagar lo conquistò. Nel 1619 il Bijapur prese il Bidar. I sultanati sono stati successivamente assoggettati dall'Impero Moghul; Berar fu invaso nel 1596, Ahmednagar tra il 1616 e il 1636, mentre Golconda e Bijapur dalla campagna di Aurangzeb tra il 1686 e il 1687.